# Mari Evans
Mari Evans (16 de juliol de 1919 a Toledo, Ohio – 10 de març de 2017 a Indianapolis, Indiana) fou una poeta, escriptora, dramaturga, assagista i activista afroamericana estatunidenca associada amb el Moviment de les Arts Negre. Evans va rebre diverses beques i premis al llarg de la seva carrera, entre els quals en destaca el premi a la trajectòria de la Fundació de les biblioteques públiques d'Indianapolis. La seva poesia té una simplicitat lírica i uns temes directes. També va escriure i editar llibres d'assajos, entre els quals destaca Black Women Writers (1950-1980): A Critical Evaluation (Doubleday, 1984), una antologia crítica que repassa l'obra de quinze escriptores negres. Evans va morir a l'edat de noranta-set anys a Indianapolis, Indiana.

## Infància, joventut i educació
Mari Evans va néixer a Toledo, Ohio el 16 de juliol de 1919, filla de Jane Jacobs i Williams Reed Evans. La seva mare va morir quan ella tenia set anys. El seu pare la va animar a que desenvolupés la seva escriptura al llarg de la seva vida 
Evans va estudiar a escoles públiques locals abans de matricular-se a la Universitat de Toledo el 1939. Va començar es estudiar disseny de moda però no es va graduar.

## Carrera professional
Després de deixar la universitat, Evans va decidir fer una carrera musical. Aquesta decisió la va incitar a mudar-se a la Costa Est, on va començar per col·laborar amb diversos músics de jazz, com Wes Montgomery, un nadiu d'Indianapolis, Indiana. El 1947, Evans va deixar la Costa Est i es va mudar a Indianapolis. A allà va treballar en l'autoritat de l'habitatge d'Indiana abans de fer el servei civil dels Estats Units.
Evans va obtenir notorietat com a poeta durant el les dècades de 1960 i 1970 i es va associar al Moviment de les Arts Negre, la intenció de la qual era explorar la cultura afroamericana a través de les arts i la literatura. A més d'Evans, altres membres prominents d'aquest moviment hi havia Amiri Baraka, Gwendolyn Brooks, Nikki Giovanni, Etheridge Cavaller, Haki R. Madhubuti, Larry Neal, i Sonia Sanchez, entre d'altres. Evans també va ser una activista interessada en assumptes de justícia social i una crítica del racisme.
El 1969Evans va començar una sèrie de cites educatives a universitats americanes. Els anys1969–70 fou escriptora resident de la Universitat d'Indiana – Universitat de Purdue a Indianapolis, on va ensenyar cursos de literatura afroamericana. Un any després fou professora ajudant i escritora resident de la Universitat d'Indiana a Bloomington, on fou professora 1978. Entre el 1968 i el 1973, Evans va produir, escriure, i dirigir el programa televisiu setmanal The Black Experience, del canal WTTV d'Indianapolis. Ella va explicar que es va fer aquest programa perquè els afroamericans es poguessin representar ells mateixos.
El 1975 Mari Evans va rebre un doctorat honoris causa en lletres per part de. Marian College. Va continuar la seva carrera d'ensenyament a la Universitat Purdue (1978–80), la Universitat Washington de Saint Louis (1980), la Universitat Cornell (1981–85), la Universitat Estatal de Nova York a Albany (1985–86), i la Universitat Spelman.

## Obra
Tot i que gran part de la seva compilació de poemes més famosa, I Am a Black Woman (1970), així com molts altres poemes primerencs foren anteriors al Moviment de les Arts Negre, aquestes obres coincidien en les missatges del poetes de les arts negres sobra la cultura negra i la seva alliberació psicològica i econòmica. En la seva obra eren comuns els temes de l'amor, la pèrdua, la solitud, la lluita, l'orgull i la resistència. També va utilitzar imatgeria, metàfores i retòrica per a descriure l'experiència afroamericana, que era el focus de la seva obra literària i va explicar que "quan escric, ho faig pel meu poble"
L'obra d'Evans va enfocar sobretot en els assumptes de la raça i la identitat. Els seus poemes sovint presentaven a dones afroamericanes. Tot i que la seva primera col·lecció de poemes, Where is All the Music, no va atraure a la crítica, la seva segona col·lecció de poesia, I Am a Black Woman (1970), va obtenir atenció i notorietat internacional. Aquesta segona col·lecció exigia un canvi social incloïa el seu poema més conegut, "I Am a Black Woman." WCelebration", "If There be Sorrow", "Speak the Truth to the People", "When in Rome" i "The Rebel" van ser altres dels seus poemes més memorables. Les seves compilacions de poemes més tardans Nightstar 1973–1978 (1981), una de les seves millors obres i A Dark and Splendid Mass (1992) foren les seves últimes compilacions de poemes.
En les seves últimes obres, Evans va començar a utilitzar tècniques experimentals i va incorporar dialectes afroamericans. Els seus poemes també es caracteritzen per ser realistes, irònics, esperançadors i entusiàstics. El seu poema "I am a Black Woman" finalitza d'aquesta manera: "I am a Black woman/ tall as a cypress/ strong/ beyond all definition still/ defying place/ and time/ and circumstance/ assailed/ inpervious/ indestructible/ Look on me and be/ renewed".
Tot i que Mari Evans és coneguda sobretot per la seva poesia, també va escriure contes, literatura infantil, obres de teatre, articles periodístics i assajos. Ella també va editar l'antologia" Black Women Writers (1950-1980) A Critical Evaluation (1984), i va escriure la col·lecció d'assaigs Clarity As Concept: A Poet's Perspective (2006). Les seves obres fins i tot les infantils, tenien un important component social. Per exemple, Dear Corinne, Tell Somebody! Love, Annie (1999), tracta sobre l'abús dels menors i "I'm Late" (2006) tracta sobre embaràs de juvenil.

## Servei comunitari
Mari Evans era una activista per reforma de presó, i era en contra pena capital. Ella també treballat amb grups de teatre i organitzacions de comunitat local incloent-hi Noies, Inc. de més Gran Indianapolis i l'associació cristiana dels Homes Joves. A més a més, Evans volunteered en elemental i instituts.

## Vida personal
Evans es va divorciar i fou mare de dos fills, amb els que va viure a Indianapolis. Li agradava tocar el piano i fou seguidora de l'escena jazzística de l'avinguda Indiana durant les dècades de 1940 i 1950. Fou membre de l'església episcopal metodista africana Bethel però els seus últims anys va assistir a l'església Broadway United Methodist.

## Mort i llegat
Evans va morir a Indianapolis el 10 març de 2017 als noranta-set anys.
Evans ha estat considerada com una figura clau del Moviment de les Arts Negre i com una de les poetes negres més influents del segle xx. Tot i que l'autora fou molt reconeguda entre els cercles literaris de la costa est, no va ser tant reconeguda a Indianapolis. Un crític literari va dir que l'ús de dialectes negres en la seva obra per a comunicar una veu autèntica de la comunitat negra és una característica única de la seva poesia I Am a Black Woman (1970), la seva obra més reconeguda, va guanyar el premi Black Academy of Art and Letters Firs Poetry el 1975. Black Women Writers (1950–1980): A Critical Evaluation, una col·lecció de més de 40 assajos sobre les contribucions literàries de 15 escriptores negres, és considerat com una obra important per estudiar la literatura de les dones afroamericanes..

## Obra seleccionada

### Poesia
- Where is all the Music? (1968)[26][27]
- I am a Black Woman (1970)[26][28]
- Nightstar 1973–1978 (1981)[26][29]
- A Dark and Splendid Mass, Harlem River Press (1992)[26][30]
- Continuum, Black Classic Press (2007)[26][31]

### Llibres infantils
- J.D. (1973)[17][32]
- Look at Me! (1974)[17]
- Rap Stories (1974)[19]
- Singing Black: Alternative Nursery Rhymes for Children (1976)[17][33]
- Jim Flying High (1979)[34]
- Dear Corinne, Tell Somebody! Love, Annie: A Book About Secrets (1999)[35]
- 'I'm Late': The Story of LaNeese and Moonlight and Alisha Who Didn't Have Anyone of Her Own, Just Us Books, (2006)[36]

### Obres de teatre
- River of My Song (1977))[19]
- Eyes[37]
- Portrait of a Man (1979))[17]
- Boochie (1979))[17]
- The Pro (1979)
- New World (1984)[38]

### Assaig
- Black Women Writers (1950–1980): A Critical Evaluation, New York: Doubleday (1984)[26][39]
- Black Women Writers: Arguments and Interviews, London: Pluto Press (1984))[40]
- Clarity as Concept: A Poet's Perspective: A Collection of Essays, Chicago: Third World Press (2006)[41]

## Premis i honors
- Beca John Hay Whitney, 1965–66[17]
- Subvenció de la Woodrow Wilson Foundation, 1968[17]
- Indiana University Writers Conference Award, 1970[17]
- First Annual Poetry Award, Black Academy of Arts and Letters, 1970[16]
- Doctorat honoris causa en humanitats pel Marian College, 1975[17]
- Beca MacDowell Colony[17]
- Beca Copeland del Amherst College, 1980
- National Endowment for the Arts Premi d'escriptura creativa, 1981[17]
- Protagonitza un segell postal d'Uganda de 1997,[13] *Grammy Award nominatee for her liner notes to The Long Road Back to Freedom: An Anthology of Black Music, 2002
- African American Legacy Project of Northwest Ohio Legend Honoree, 2007
- Premi Indianapolis Public Library Foundation's Indiana Authors Lifetime Achievement, 2015[20]
- L'artista Michael "Alkemi" Jordan va pintar un mural en una pared de l'avinguda Massachusetts d'Indianapolis el 2016 sobre la poeta.[9][42]